# Liste feministischer Parteien

Das Logo der dänischen, schwedischen, norwegischen und finnischen feministischen Parteien, an das sich auch die Logos der spanischen und polnischen Parteien anlehnen.

Die Liste feministischer Parteien führt politische Parteien auf, die sich zum Feminismus als ihre oberste oder einzige politische Strömung bekennen oder sich vorwiegend für die Rechte von Frauen einsetzen. Feministische Parteien können je nach Ausrichtung auch in der Liste sozialistischer und kommunistischer Parteien, der sozialdemokratischen, liberalen, grünen oder der Liste anarchistischer Parteien einsortiert sein. Alle Parteien jener Strömungen verfolgen das Ziel der Gleichstellung mehr oder weniger überzeugend. Sowohl wegen der nachrangigen Behandlung der Ungleichheit der Geschlechter als auch der internen Männerherrschaft heben sich die hier gelisteten Parteien bewusst von ihnen ab.
Parteien, die Feminismus als ein Konzept allein von Weißen oder von Reichen empfinden, bezeichnen sich selbst womöglich nicht als feministisch.

## Liste

### Nordamerika
- Feminist Party of Canada (1975-~1986) Kanada
- Freedom Socialist Party -FSP- (1966–heute), USA
- National Woman’s Party -NWP-, (nie angetreten, 1915-~1954), USA

### Südamerika

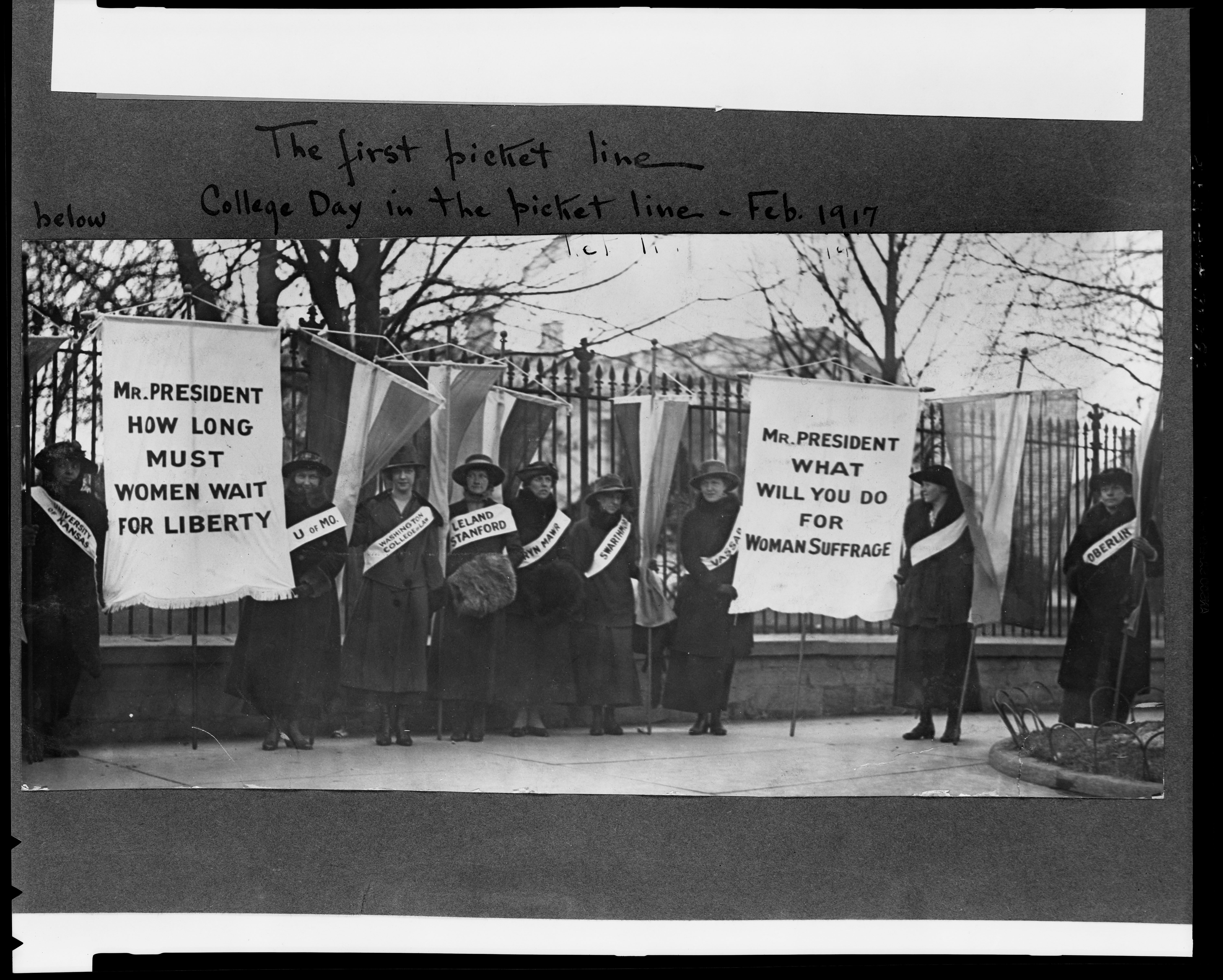
Die erste Welle: Die Sufragetten der National Womens Party (NWP) kämpfen 1917 vor dem weißen Haus für das Wahlrecht.

- National Feminist Party (1920) Argentinien
- Women’s National Party (1923–?) Panama (gegründet u. a. von Clara González,  Sara Sotillo, Elida Campodónico de Crespo und Rosa Navas)

### Asien
- Türkiye Ulusal Kadınlar Partisi – TUKP –  (1972 – 1983) Türkei
- Kadin Partisi – KP – (2014 – heute) Türkei
- Frauenpartei Kurdistans – PAJK – Kurdistan
- Schamiram (1995 – 2008) – Armenien
- Women Political Participation Network (?) Hongkong/China
- All India Mahila Empowerment Party (2017 – heute) Indien
- United Women Front (2007 – heute?) Indien
- Womanist Party of India, Bharatiya Streevadi Paksh (2004 – heute) Indien[1]
- Pakistan Women Muslim League (2014 – heute) Pakistan
- Frauenpartei (1877 – ~1992) Israel
- U'Bizchutan (2015 – heute?) Israel
- Frauenpartei (?) Iran
- General Assembly Binding Women for Reforms, Integrity, Equality, Leadership, and Action - Gabriela – Philippinen

### Ozeanien
- Women’s Rights Party – (2023 – heute) – Neuseeland
- Twelve Pillars to Peace and Prosperity Party – TP4 – (2010 – heute) –  Salomonen

### Afrika
- Namibia Women’s Action for Equality Party (1997 – unbekannt) Namibia[2]
- Women Forward (2008 – heute) Südafrika
- Unity Party (2017 – heute) Sierra Leone
- National Feminist Party (?) Ägypten
- Daughter of the Nile Union (?) Ägypten

### Europa

Logo der feministischen Partei DIE FRAUEN

Feministische Parteien und Gruppen aus acht europäischen Ländern haben sich zu dem Netzwerk FUN Europe zusammengeschlossen. Das Feminist United Network Europe ist eine Plattform, um bei Europawahlen gemeinsame Kampagnen zu machen und letztendlich eine Fraktion zu bilden.
- Feministiskt initiativ, -F!- (2005–heute) Schweden
- Frauenpartei (1979–1997 aufgegangen in DIE FRAUEN) Deutschland
- Feministische Partei Die Frauen -DIE FRAUEN- (1995 – heute) Deutschland
- Feministische Partei (Finnland) (2016- heute) Finnland
- Frauenallianz, Samtök um kvennalista – KL – (1983 – 1999) Island
- Inicjatywa Feministyczna (2016 umbenannt von Partia Kobiet -PK-) IF  (2007-heute) Polen
- Partido Feminista de España – PFE – (gegründet 1979, zugelassen – heute) Spanien Teil von Izquierda Unida, die wiederum ein Teil von Unidos Podemos mit der Partei Podemos ist.
- Iniciativa Feminista, (2008 – heute) Spanien[4]
- Féministes pour une Europe solidaire – FPES – Frankreich[5]
- Belarussische Frauenpartei Nadzieja (gegründet 1994 – 2007 verboten) Belarus
- Northern Ireland Women’s Coalition (1996–2006) Nordirland / Vereinigtes Königreich
- Women’s Equality Party (2015- heute) Vereinigtes Königreich[6]
- Women’s Party (1996–2006) Vereinigtes Königreich
- Жінки за майбутнє (2001 – 2007) Ukraine
- Solidarity of Women of Ukraine (1999 – heute) Ukraine
- Arnat Partiiat (1999 – 2008) Grönland/Dänemark
- Feministisk Initiativ (2017- heute) Dänemark[7]
- Γυναίκες για μια άλλη Ευρώπη (nur 2004) Griechenland (Teil von Syriza)Frauenpower – Lila und Violett gelten gemeinhin als die Farben des Feminismus

Frauenpower – Lila und Violett gelten gemeinhin als die Farben des Feminismus